# Megalographa
Megalographa là một chi bướm đêm thuộc họ Noctuidae.

## Loài
- Megalographa agualaniata (Dognin, 1912)
- Megalographa biloba (Stephens, 1830)
- Megalographa bonaerensis (Berg, 1882)
- Megalographa culminicola Barbut và Piñas, 2007
- Megalographa bonaerensis Berg, 1882
- Megalographa monoxyla (Dyar, 1913)
- Megalographa talamanca Lafontaine và Sullivan, 2009